# Laine
Pour les articles homonymes, voir Laine (homonymie).

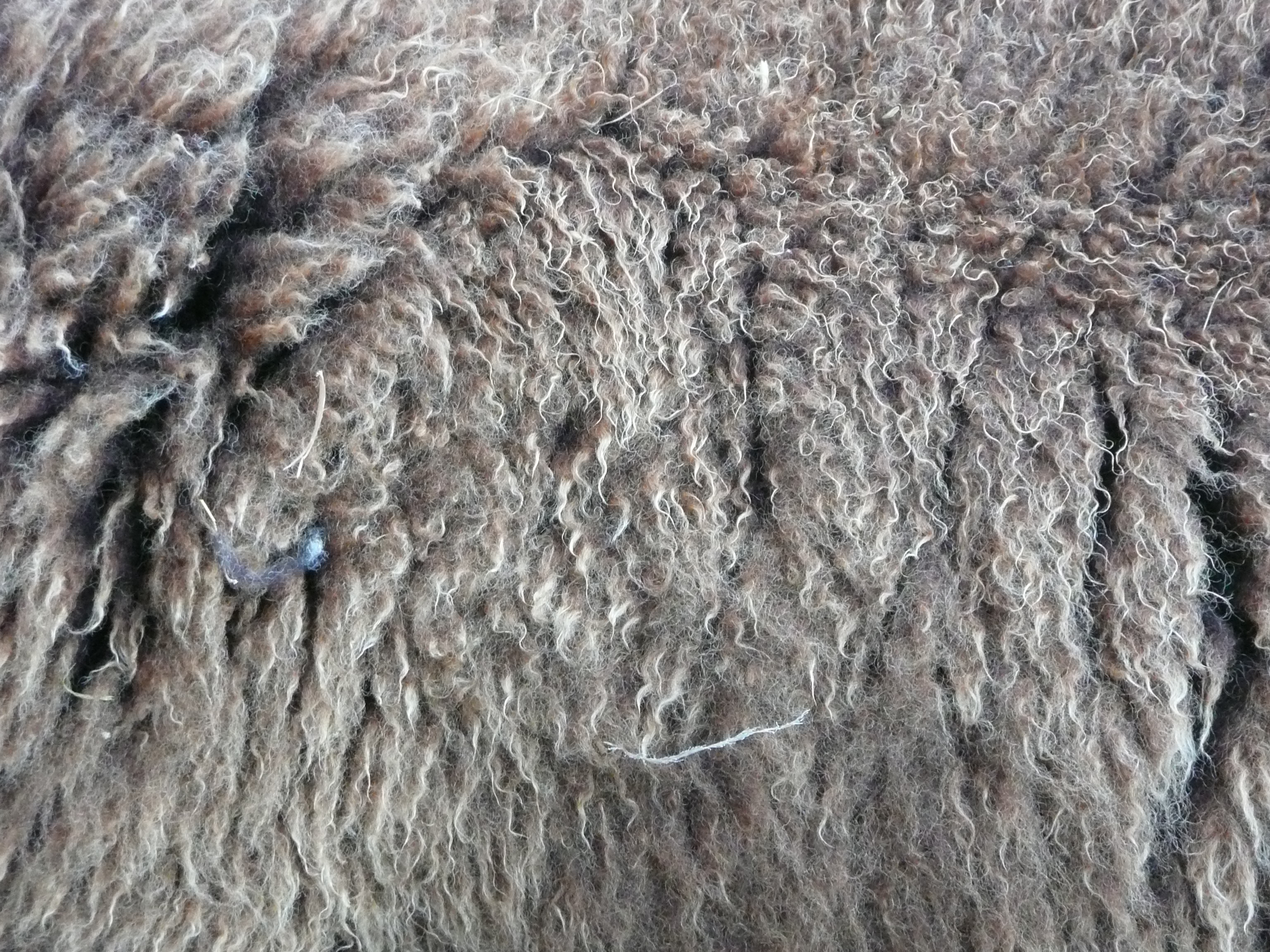
Laine sur mouton d'Ouessant (France).

La laine est une forme particulière de poil de mammifères. Elle forme chez certaines espèces ou races une toison susceptible de protéger l'animal des intempéries. Certaines races en particulier chez le mouton, la chèvre et le lama (alpaga) ont été sélectionnées pour fournir régulièrement et facilement de la laine, matériau constitué de fibres de kératine, utilisé dans la production textile, notamment pour ses capacités d'isolant thermique.
Légalement, on désigne par « laine » les poils du mouton ainsi que les poils d'autres animaux (mais dans ce dernier cas on qualifie ces textiles par le nom de l'animal) dont la toison est composée de fibres kératiniques, ainsi le lama, l'alpaga, le guanaco, le chameau domestique (mais on dit plus souvent poil de chameau), le yack, les chiens de type spitz, mais on dit mohair pour la chèvre angora, angora pour le lapin angora, cachemire (et pashmînâ pour la laine la plus fine) pour la chèvre cachemire, qiviuk pour le bœuf musqué, carmeline pour la vigogne, shahtoosh pour l'antilope du Tibet, khullu parfois pour le yak. Le mot « laine » est utilisé abusivement pour désigner les fibres synthétiques bon marché de type polyacrylonitrile (polymères de dérivés de l'acide acrylique) dans des expressions comme laine acrylique (avec une petite proportion de vraie laine), laine 100 % acrylique et laine polaire (le plus souvent en fibres synthétiques ou en mélange). Par extension et abus de langage, le mot « laine » est aussi utilisé pour désigner d'autres matériaux, souvent d'origine minérale ou fabriqués par synthèse chimique, présentant des caractéristiques semblables, comme leur pouvoir isolant ou leur apparence : laine de verre, laine de roche, laine de bois et laine de laitier.
La laine est utilisée dans tous les domaines du textile : literie, vêtements et sous-vêtements, chapellerie, chaussants, écoconstruction, ameublement, décoration et accessoires (passementerie, rubanerie). L'amélioration de la quantité et de la qualité de laine produite a été un thème important en zootechnie ovine, mais l'est de moins en moins avec la perte de valeur financière de la laine concurrencée par les fibres synthétiques sur les marchés. La laine est aussi directement valorisée sur la peau comme fourrure : lapin, astrakhan (fourrure de l'agneau karakul) par exemple mais ces utilisations sont fortement controversées aujourd'hui.
Les articles en laine (non mélangée) ne participent pas à la libération de microplastiques dans l'environnement, problème exacerbé dans les dernières décennies par la généralisation des machines à laver et sécher mécaniques utilisées sur les fibres synthétiques comme les acryliques universellement répandues.

## Histoire

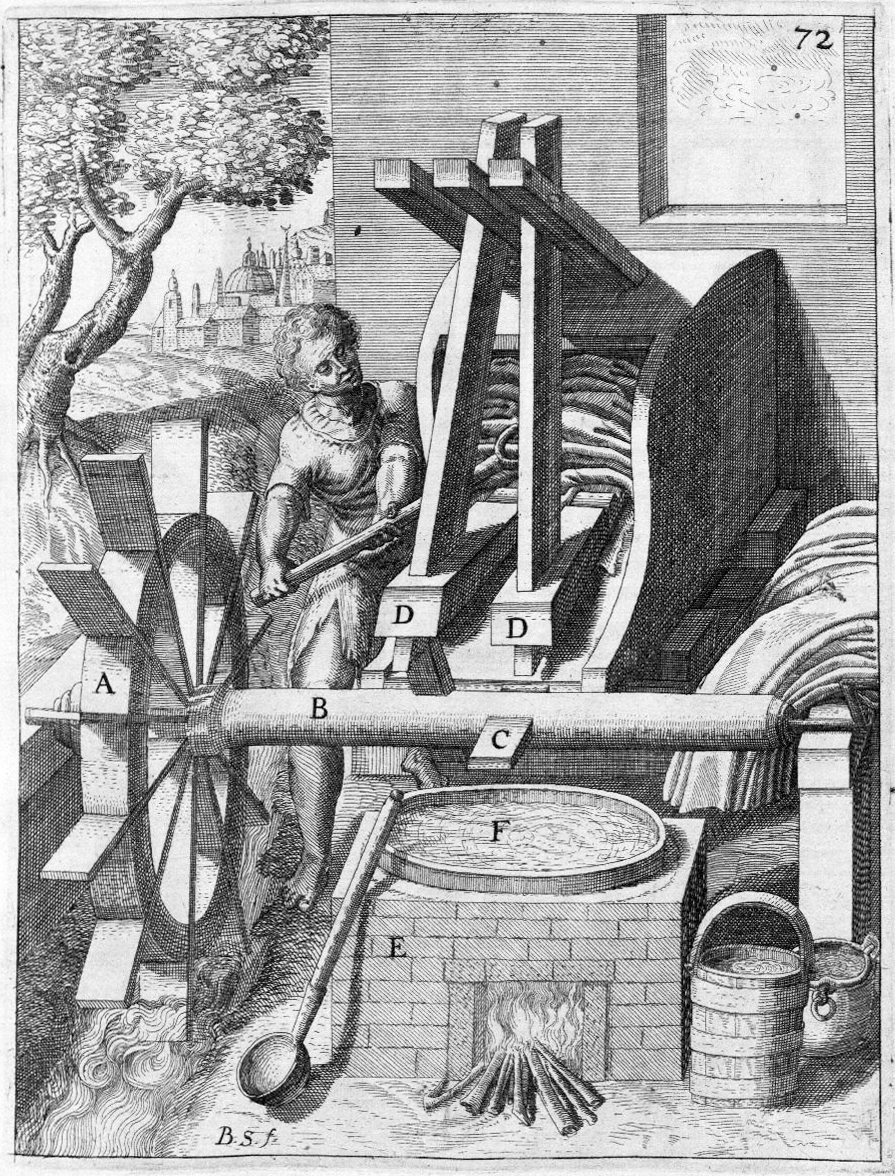
Le moulin à foulon est la première machine motorisée dans l'histoire de l'industrie textile. Il est emblématique des grandes régions drapières dès le Moyen Âge ; machine de 1661.

## Caractéristiques zootechniques

### Anatomie

#### Le poil

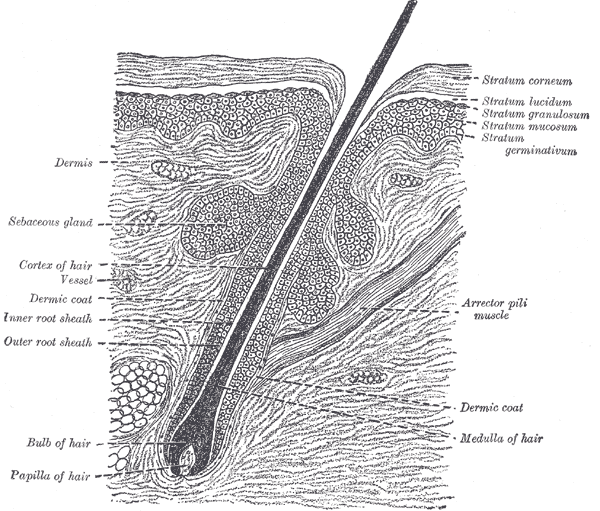
Coupe de peau de mammifère montrant épiderme, derme, le poil ancré dans son follicule, les glandes sébacées et le muscle horripilateur, il s'agit ici d'un poil humain.

Le poil est produit par les follicules pileux, des cavités de la peau formées de diverses cellules dont les kératocytes producteurs de la kératine. Il existe des follicules primaires et des follicules secondaires producteurs du sous-poil : duvet ou laine. La proportion des deux types de follicules est variable selon les races : le rapport secondaires/primaires est par exemple très élevé chez le mérinos.

#### La toison
La toison représente l'ensemble des poils d'un animal exploitables comme laine. Les poils de lapin et de lièvre sont utilisables comme une laine, ils sont notamment feutrables. Le pelage des moutons comprend donc le poil de bourre (le duvet chez d'autres espèces) produit par les follicules secondaires et le poil de jarre ou jard raide produit par les follicules primaires. La vraie laine comprend essentiellement du poil de bourre.
Certaines espèces et races de régions à hiver froid produisent cependant une toison à deux couches bien développées : le karakul d'Asie centrale, le mouton islandais dont la toison comporte le Þel, couche intérieure plus fine qui correspond au poil de bourre des pelages, et le tog extérieur qui correspond au poil de jarre. Il en est de même pour les chèvres cachemire, le lama et l'alpaga. Cette double toison était une caractéristique du rhinocéros laineux et du mammouth laineux et existe aussi chez le Yack, le bœuf musqué, les chiens de type spitz (berger islandais, samoyède), les ours, le sanglier et le porc mangalitza. En plus des jards, que l'on appelle soies, ces cochons possèdent une sous-couche laineuse et sont adaptés aux climats froids. Les chameaux et dromadaires ne produisent de vraie laine que sur une partie du corps, la production la plus intéressante semble être celle de chameaux mongols sélectionnés pour leur toison de type cachemire ; cette toison cachemire existe aussi chez des dromadaires d'Asie centrale.
D'une façon générale, les plus belles laines ne comprennent que du poil de bourre (pur cachemire, angora traditionnel, alpaga de haute qualité par exemple). Chez le lama on utilise traditionnellement la sous-couche comme belle laine et les jards pour faire des tapis.
Les animaux sauvages perdent leur sous-couche laineuse au printemps, lors de la mue, et la retrouvent à l'approche de l'hiver. Ces changements semblent se faire principalement en fonction du photopériodisme. La sélection des races à laine a privilégié le choix d'animaux qui ne muent plus.
La toison angora est due à une mutation génétique affectant les follicules pileux que l'on retrouve chez plusieurs espèces. Les espèces domestiquées pour la production de laine sont la chèvre angora (mohair) et le lapin angora. La toison du lapin angora plus longue que celle des autres lapins est appelée simplement angora en français mais angora wool en anglais.

#### Composants du poil laineux
Le poil est constitué de kératine, une protéine fibreuse à haute teneur en cystéine (environ 12 %). Ce sont les ponts disulfures de la cystéine qui donne sa consistance à la kératine, elle résiste à l'eau, aux acides, aux bases et à la plupart des enzymes. L'essentiel du poil consiste dans le cortex en forme de cylindre. Il est recouvert par une cuticule d'écailles et percé dans son axe par le canal médullaire ; ce dernier est souvent non persistant chez les races lainières avec pour corollaire une laine fine.
Le cortex est l'ensemble des chaînes polypeptidiques (protéines) de kératine qui sont assemblées en protofibrille (2 ou 3 chaînes chez le mouton) puis en microfibrille (environ 10 protofibrilles chez le mouton) puis en macrofibrille (correspondant à la production d'un kératocyte). Chez le mouton, elles sont finalement réparties en deux ensembles divisant le poil en deux dans le sens de la longueur, ce qui entraîne une croissance en hélice du poil et le bouclage de la toison. La couleur du brin varie du noir au blanc ou à l'écru selon la proportion de mélanine.
La cuticule présente des écailles saillantes chez le lama, l'alpaga et le mouton (où elle est aussi haute que le diamètre du brin). Les écailles de kératine permettent l'accrochage des poils entre eux en brins résistants et la connexion des brins pour former un feutrage. Ce phénomène existe chez l'animal vivant et contribue à le protéger des intempéries mais il est aussi réalisé intentionnellement dans l'industrie ou l'artisanat pour réaliser le feutre, un textile non tissé probablement mis en œuvre dès qu'on a su disposer de laine, ou encore pour fouler le drap de laine. Les écailles sont aussi à l'origine de l'effet « sens du poil » et de l'effet lustré de la laine peignée mais aussi du rétrécissement au lavage des tissus. Chez les caprins (chèvre angora et cachemire, bœuf musqué) les écailles sont réduites et leur laine est peu feutrable.
Le suint est souvent compris comme étant l'ensemble des corps gras de la laine, mais on peut distinguer le suint proprement dit produit par les glandes sudoripares et la suintine produite par la glande sébacée qui débouche dans le follicule pileux et permet d'enduire les poils de sébum. Il contribue à l'étanchéité des toisons, a un effet bactéricide, mais doit être presque totalement éliminé lors du lavage de la laine ou bien récupéré pour la fabrication de la lanoline.
Les bœufs musqués (et jadis le mammouth laineux) ne possêdent pas de glandes sébacées. Certaines races ou espèces (moutons corriedale, lama, alpaga, bœuf musqué) produisent une laine peu grasse presque sans lanoline.

### Élevage des animaux à laine

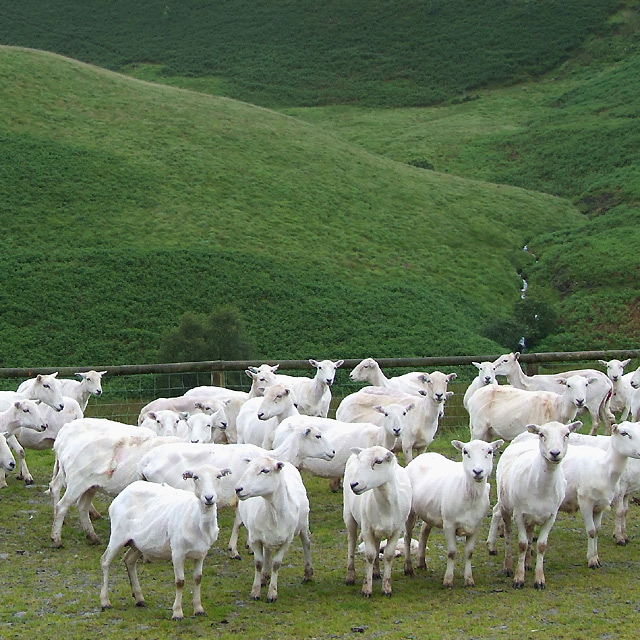
Moutons après la tonte, Pays de Galles, 2007.

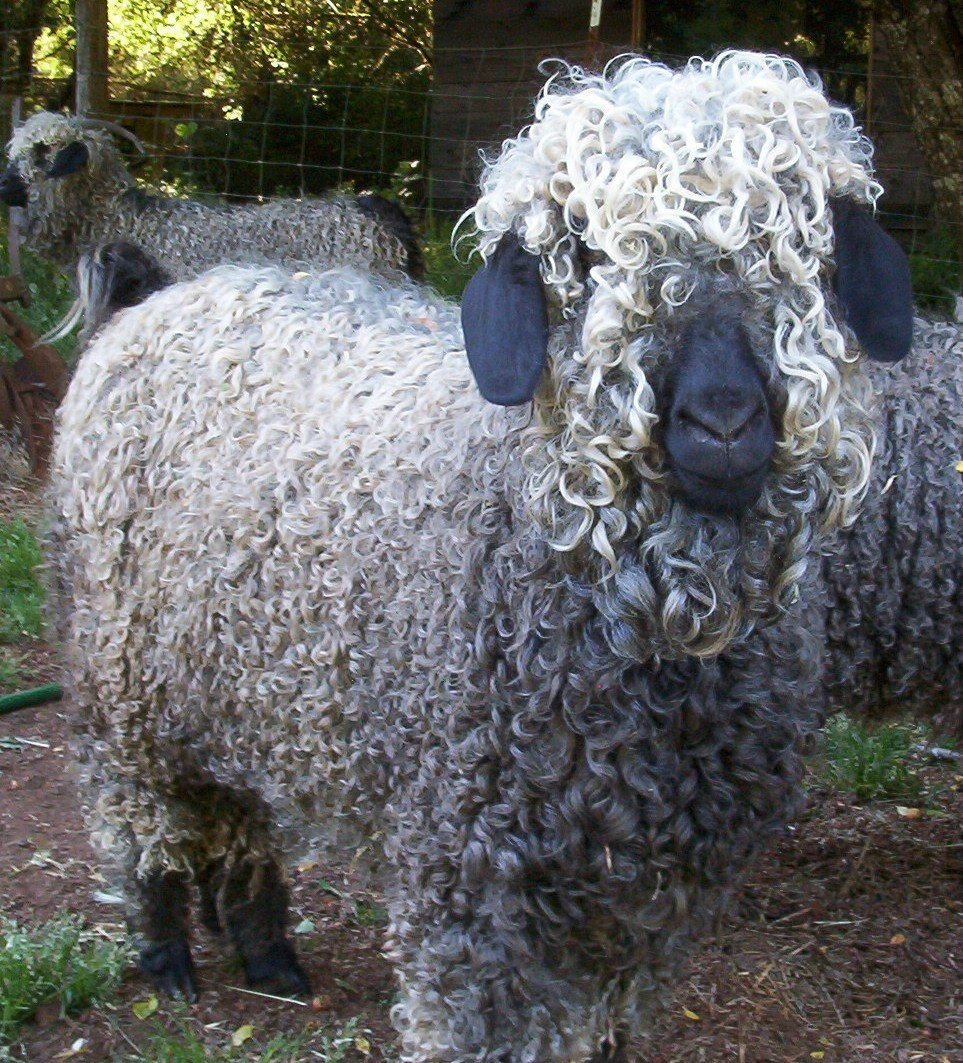
Une chèvre angora avec une toison (mohair) légèrement colorée.

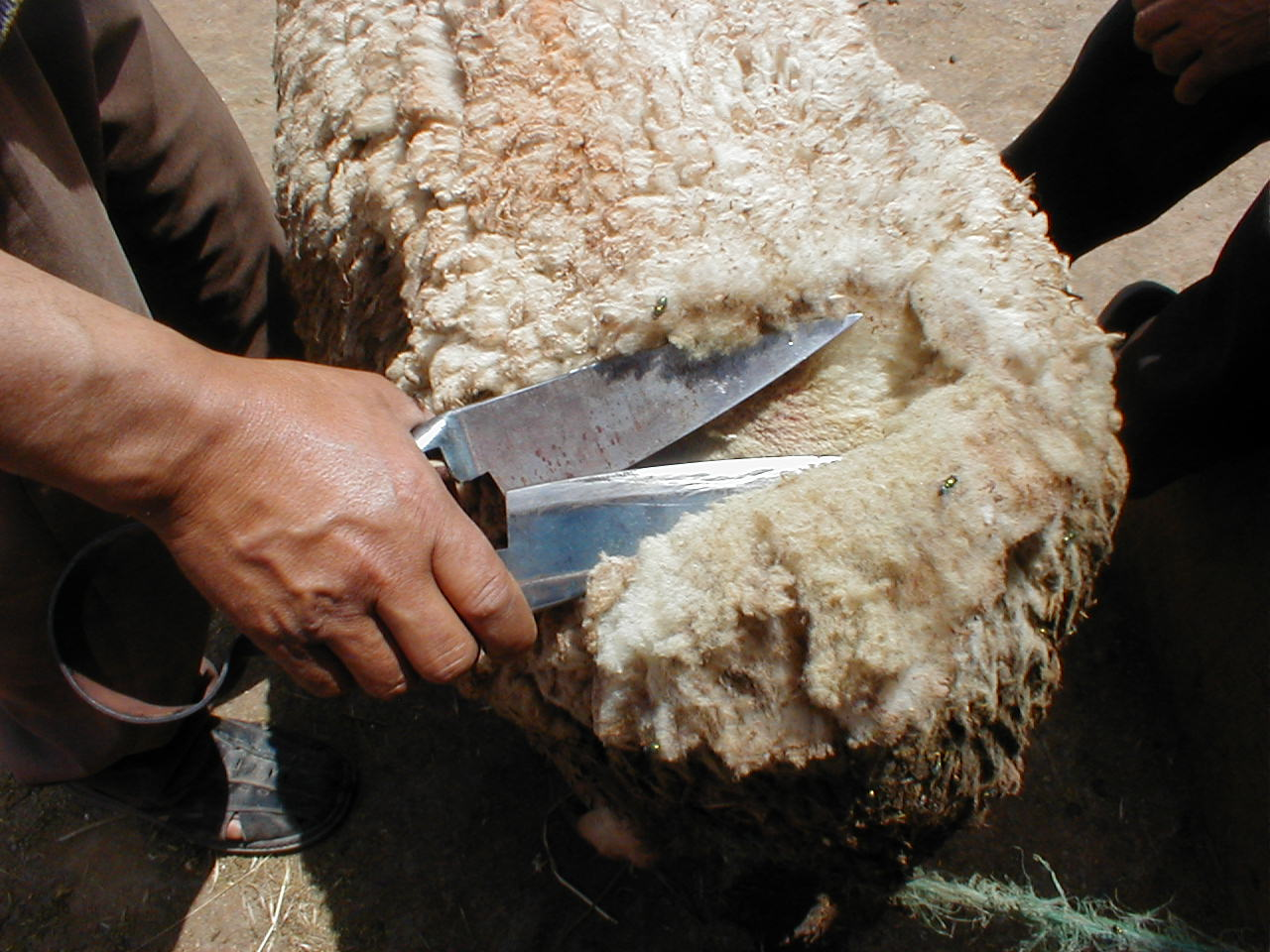
Tonte aux forces.

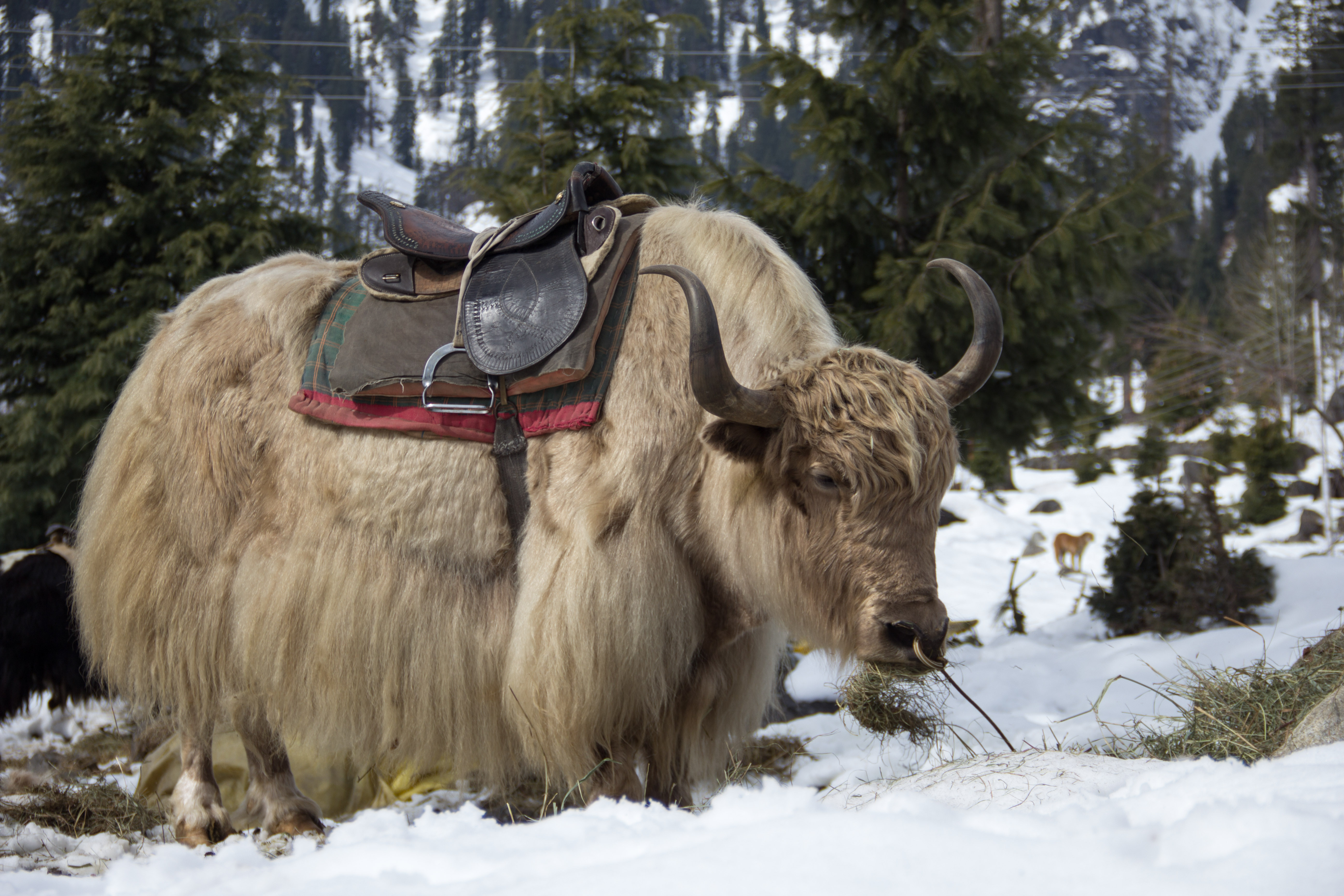
Un yack et sa toison, Nord de l'Inde.

En production de laine le choix de l'espèce et de la race est primordial. Les races mérinos et karakul, chez le mouton, angora et cachemire chez la chèvre, l'alpaga chez la vigogne en sont des illustrations. La production commerciale de laine de mouton n'est pas possible en zone tropicale humide. Depuis les années 1960, du fait de la concurrence des fibres synthétiques, le critère production lainière est devenu généralement secondaire par rapport à la production de viande ou de lait chez le mouton.
La tonte a lieu une fois par an sauf pour la chèvre angora et dans le sous-continent indien où elle a lieu tous les six mois. Les animaux sont tondus au printemps généralement lors de la mise à l'herbe en zone tempérée, au début de la saison sèche en zone tropicale, suffisamment longtemps avant l'hiver en montagne ; une brebis ne doit pas être tondue en fin de gestation. La tonte de moutons s'effectue à l'aide de ciseaux forces ou d'une tondeuse électrique. En moyenne, un tondeur de moutons professionnel tond 100 à 150 moutons par jour et certains champions australiens atteignent jusqu'à 300 moutons. Les lapins angora sont peignés ou épilés selon les races toutes les 14 semaines.

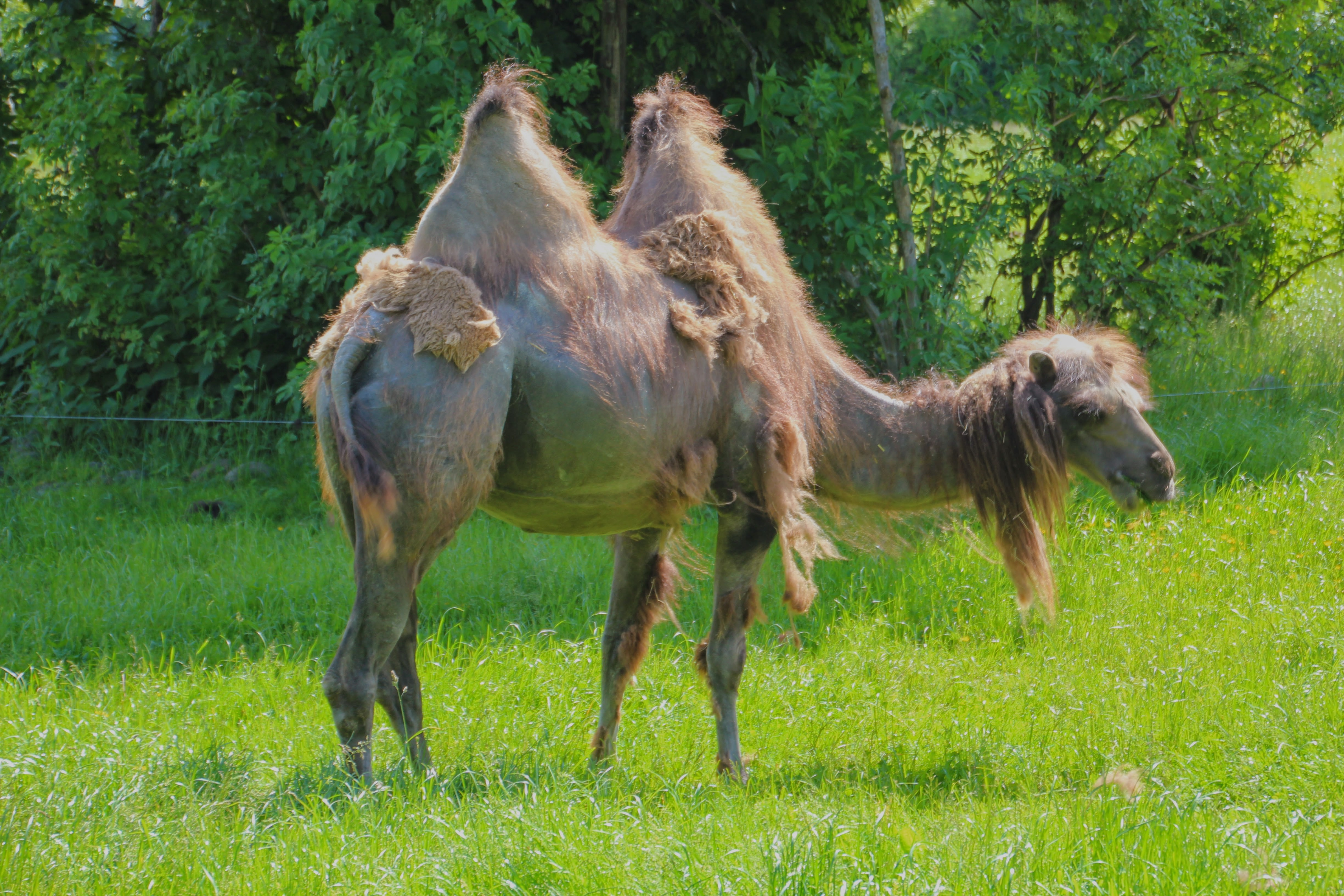
Mue d'un chameau de Bactriane.

Quelques rares espèces domestiquées comme le mouton de Soay ou certaines chèvres cachemire perdent naturellement leur laine au printemps (mue) mais cela a pu être la généralité pour les premiers animaux lainiers domestiqués. On a ensuite sélectionné des races qui ne perdaient pas leur laine pour être certain de récupérer l'ensemble de la toison mais ces animaux sont devenus dépendant de l'homme pour leur survie.

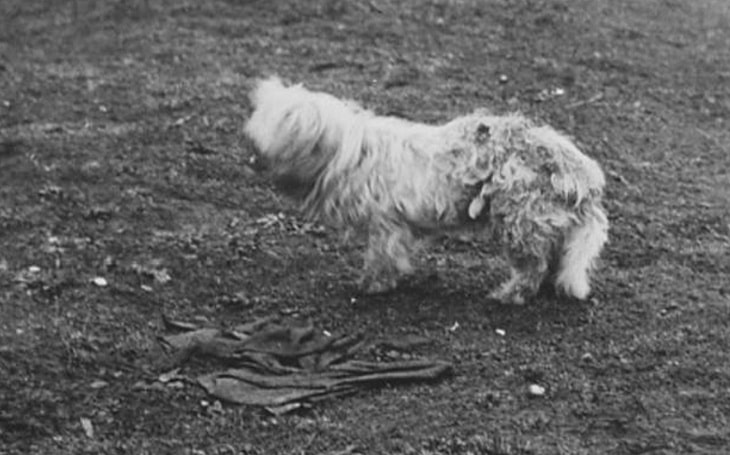
Chien salish (type spitz) en train de muer. Les Amérindiens Salish de la côte tissaient cette laine.

Cependant la toison des chèvres cachemire, des bœufs musqués, du yak, des chiens à laine et des moutons d'Europe du Nord à queue courte peut être simplement peignée, pincée ou roulée pour être récupérée. Chez ces races et d'autres comme la racka, les moutons peuvent arracher leur laine en se frottant contre un arbre s'ils ne sont pas tondus.
Les animaux de races à laine ne demandent pas une alimentation plus abondante, pourvu qu'ils soient dans un état de santé optimal, la production de laine représentant environ 7,5 % des besoins d'entretien chez le mouton, à la différence des races laitières. Il faut s'assurer qu'ils aient une laine courte et une fourniture d'eau adéquate au moment des fortes chaleurs. La production lainière est consommatrice de soufre dont la fourniture par l'alimentation ordinaire ne pose pas de problème et de zinc ; cet oligo-élément peut être fourni par exemple dans les pierres à lécher.
La plupart des races de chèvres et de nombreuses races de moutons (celles du Deccan en Inde), ne donnent cependant pas de laine utilisable ; l'animal possède simplement un pelage ras et ces moutons sont surtout utilisés dans les régions tropicales pour la production d'une viande estimée et d'un cuir léger (basane) de qualité supérieure.

## Caractéristiques textiles
La laine est un bon isolant thermique, notamment du fait qu'elle emprisonne près de 80 % d'air dans son propre volume. Elle absorbe facilement l'humidité (1 kg de laine contient environ 150 g d'eau). Elle est relativement étirable et reprend relativement facilement sa forme originelle (avec une variabilité selon les races de mouton). Une fibre de laine mesure de 13 à 80 microns de diamètre et sa longueur varie de 2 à 50 cm. La fibre de laine est recouverte d'écailles ; sa section montre une sorte d'écorce appelée cuticule entourant le cortex.

## Critiques de l'élevage lainier
Les défenseurs de la cause animale dénoncent la maltraitance engendrée par les activités de production de laine, notamment dans les très grands élevages que l'on trouve en Australie et en Nouvelle-Zélande. Au premier rang de cette maltraitance, le fait que les moutons élevés pour la laine (Mérinos) présentent une surabondance de laine (sélection génétique) et qu'ils ne peuvent donc pas survivre de façon naturelle. Le gigantisme des troupeaux, ensuite, qui implique de fait, une certaine forme de négligence : faute de soins, certains moutons meurent de chaud, de froid, de famine ou de maladies diverses (dystocie, infections...). D'autres souffrances sont quant à elles liées à la manipulation des animaux : on peut notamment citer les mutilations (castration, caudectomie, mulesing... généralement effectuées sans le moindre anti-douleur), ainsi que la brutalité des tontes (généralement pour des questions de rentabilité). La fin de vie, enfin, est tout aussi sordide : lorsqu'ils deviennent moins intéressants pour leur laine que pour leur viande, les moutons sont généralement envoyés vers le Moyen-Orient ou l'Afrique du nord pour y être égorgés (entassés sur des bateaux à plusieurs étages, nombre d'entre eux succombent alors pendant la traversée). Refusant cette exploitation et souffrance des animaux, certains (végans, antispecistes...) refusent de se vêtir de laine et optent pour des matières alternatives (synthétiques ou naturelles),,.
Ces critiques ne s'appliquent pas pour l'essentiel à l'agriculture à la fois réglementée et familiale telle qu'elle est pratiquée en Europe occidentale ni à l'élevage bio.

## La préparation de la laine

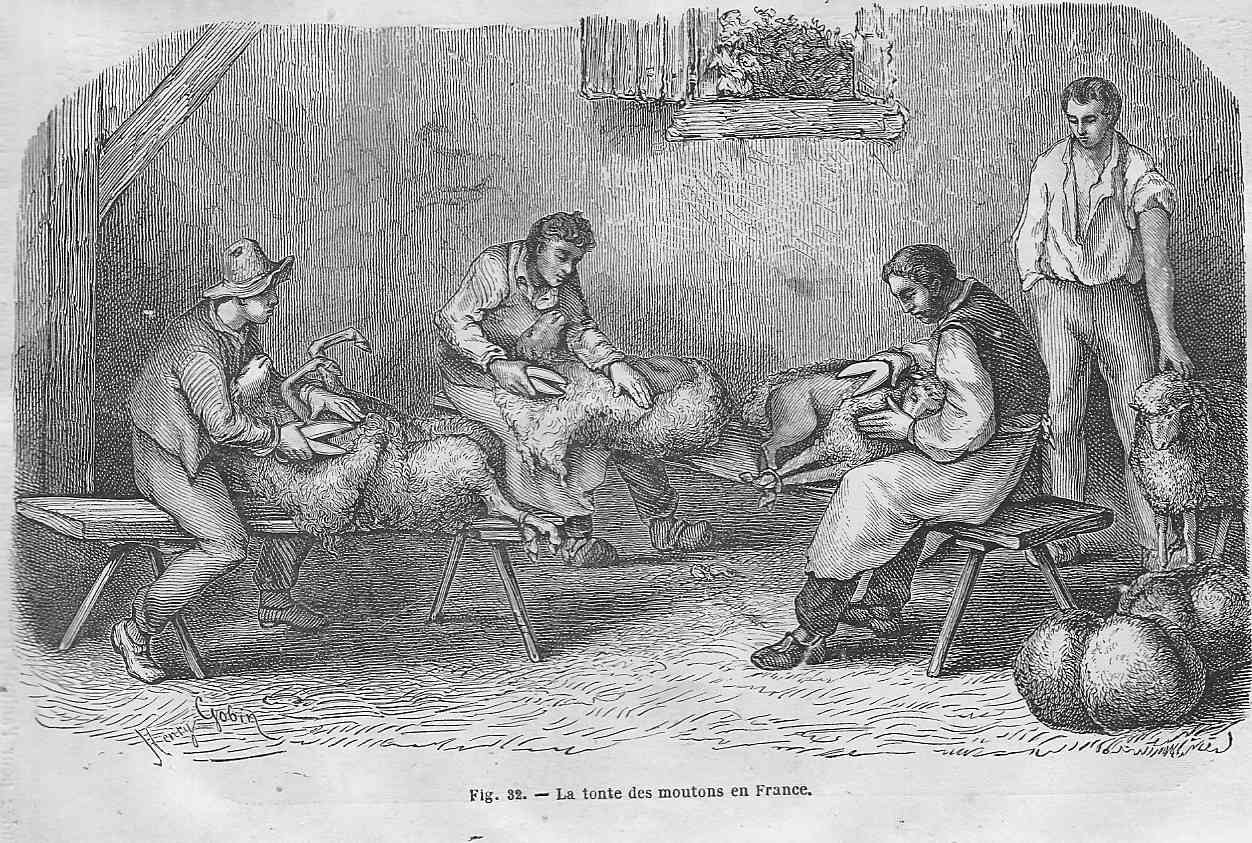
Tonte, 1877.

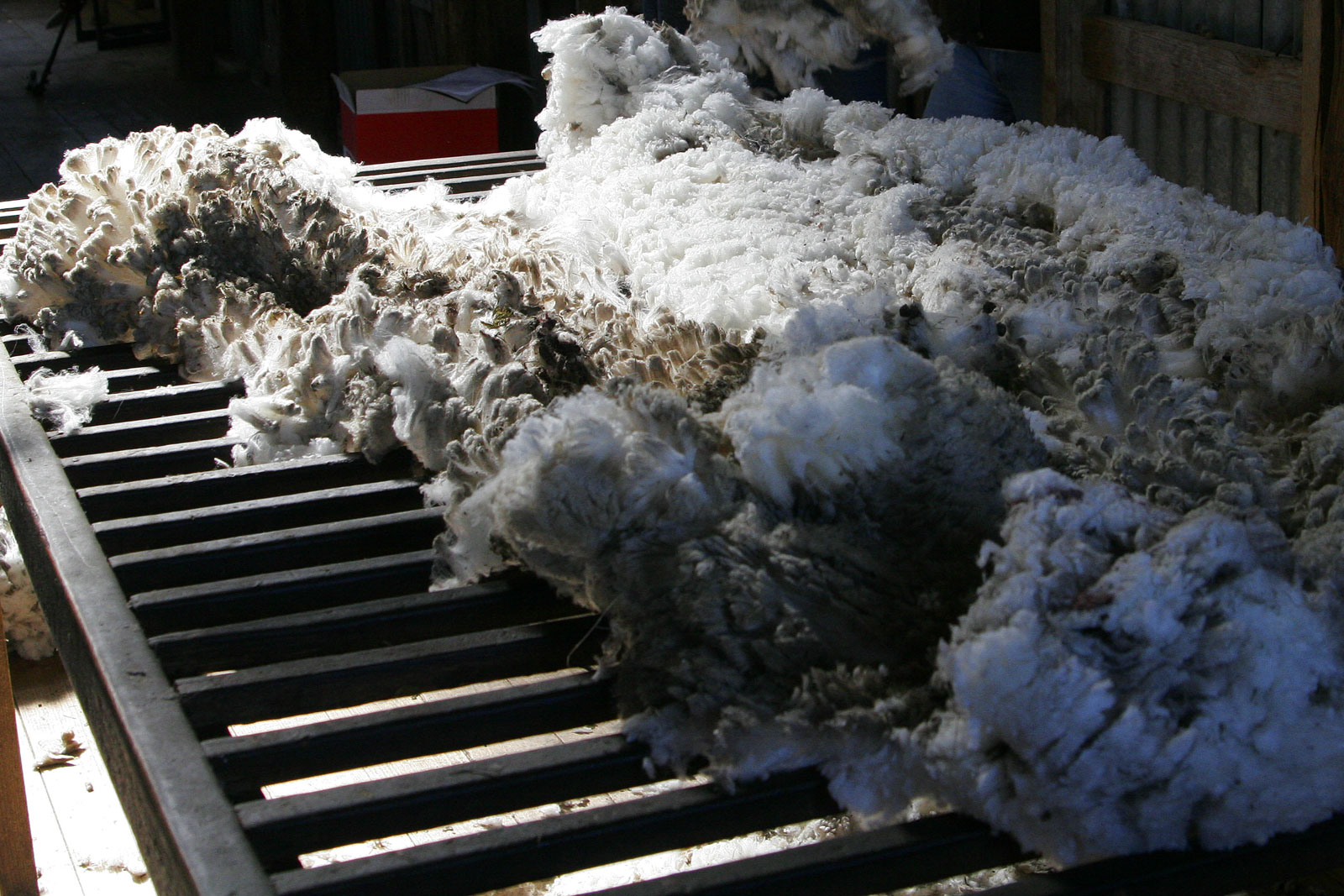
Toison de mouton mérinos après la tonte sur la table de tri.

L'homme a d'abord confectionné du feutre (non tissé) avec la laine puis des fils qui peuvent être utilisés en tricotage ou par des méthodes voisines et finalement en tissage.
Une toison pèse entre 500 g et 8 kg mais plus généralement entre 2,5 et 5 kg pour une toison d'un an. Elle comprend, outre la laine et des poils (selon les races), des matières organiques animales (crottes, urine, suint, graisse, lanoline) et végétales (graminées, chardons, paille, foin, graines disséminées par zoochorie...), et des matières minérales (terre, sable...). Le poids de ces matières varie, selon les races, entre 35 et 65 %, qui partent au lavage. Les opérations de tri et nettoyage nécessitent plusieurs étapes,.

### Tri
À la ferme, les différentes parties de la toison peuvent être classées en lots suivant leur qualité (photos ci-contre). Mais c'est nettement moins le cas aujourd'hui, en raison de la perte de valeur de la laine sur les marchés et de l'exportation massive de la matière vers l'Asie.
Pour être bien valorisées, les toisons doivent être débordées, c'est-à-dire débarrassées des parties sales qui se trouvent "aux bords".

### Battage
Enlèvement de la terre et du sable, uniquement pour les toisons terreuses

### Épaillage
L'épaillage consiste à enlever les débris végétaux. L'épaillage chimique ou carbonisage est un traitement à l'acide sulfurique ou chlorhydrique à chaud, la laine est la seule fibre naturelle susceptible de supporter ce traitement.

### Lavage
Naturellement grasses, les toisons retiennent poussières et débris végétaux. Aussi cette laine, dite laine brute, est-elle d'abord lavée et séchée. Le lavage était autrefois souvent réalisé dans des lavoirs à laine assez semblables aux lavoirs publics.
Il y a cinq phases :
1. le trempage (pour enlever le maximum de terre) ;
2. le dégraissage (récupération de la suintine pour obtenir la lanoline... quand cela se fait encore) ;
3. le lavage dans de l'eau savonneuse à 40 °C ou avec des solvants ;
4. pressage et rinçage ;
5. puis vient la phase de sèche (ni trop ni trop peu - si elle est trop sèche, cela entraîne de gros problèmes au cardage à cause de l'électricité statique et si elle est trop humide, les matières végétales vont se dérouler et partir avec le ruban ; la carde ne pourra faire son travail, éliminer les matières végétales en plus de paralléliser les fibres).

Les toisons sont ensuite pliées, roulées et mises en balles (de 40 à 90 kg en moyenne) avant d'être acheminées vers les centres de vente, puis vers les usines textiles. Cinq millions de balles de laine partent ainsi chaque année d'Australie vers les pays transformateurs situés en Europe, en Amérique et surtout en Asie. La laine collectée en Europe, elle, part, dans l'immense majorité vers l'Asie et principalement vers la Chine.
La lanoline peut être purifiée pour être utilisée en pharmacie, notamment pour la synthèse de la vitamine D, et dans la fabrication de produits de beauté. Toutefois, toute la matière grasse n'est pas enlevée. Une infime partie est laissée sur la fibre, sinon elle serait impossible à travailler (laine décreusée d'où électricité statique et problèmes au cardage). Dans l'industrie, on s'assure d'un taux de 2,5 à 5 % de matière grasse en pulvérisant de l'huile sur la toison pour lui donner de la souplesse (ensimage).

## Utilisations de la laine

### Sur la fourrure

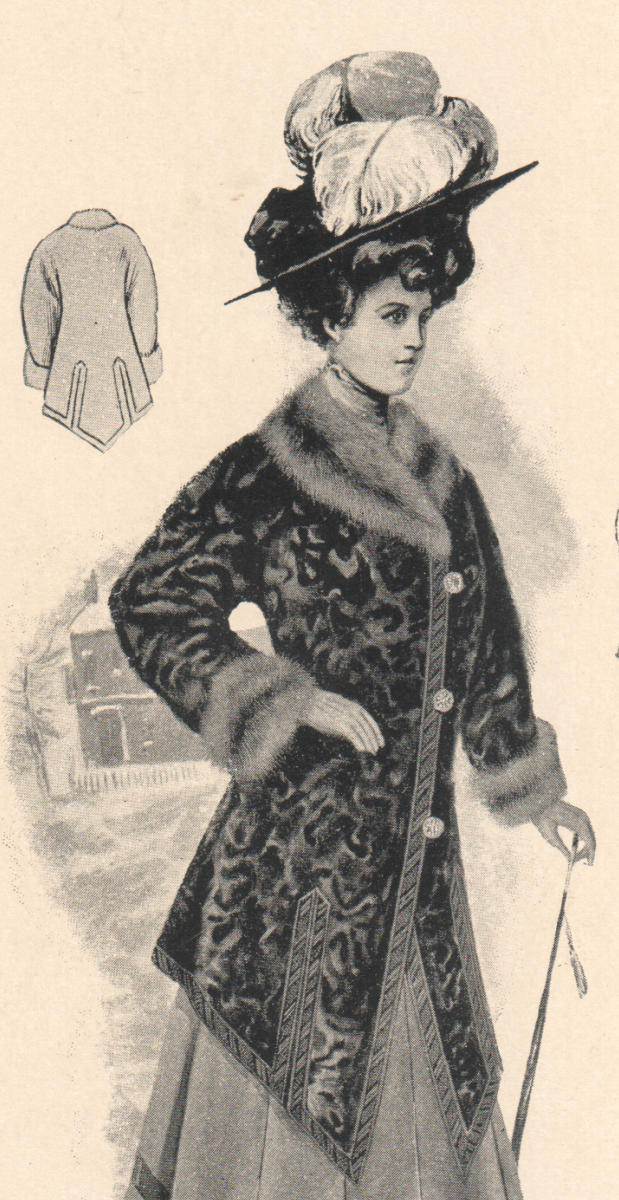
Veste d'astrakhan avec bordure de zibeline, 1908.

Le port de vêtements de fourrure est souvent contesté aujourd'hui en Europe, cependant le port de bonnets de fourrures (astrakhan en particulier) reste fréquent en Russie et en Asie centrale aussi bien dans la vie civile qu'aux armées.

### En fibres
La laine brute a joué un rôle méconnu dans l'histoire de la navigation. Au XIXe siècle, elle était employée pour calfeutrer les coutures des voiles de bateaux. Cette utilisation permettait d'améliorer l'étanchéité des navires et de renforcer leur résistance aux conditions météorologiques marines. Aujourd'hui encore, la laine est employée de manière brute dans divers domaines tels que le matelassage, le capitonnage, la sellerie, la bourellerie et pour l'isolation. On y rajoute généralement les blousses récupérées lors du peignage des rubans ou du tondage des draps lainés.

### Fils et étoffes
Pour la confection d'étoffes, la laine doit d'abord être cardée. On fait ensuite la distinction entre le feutre et les étoffes de laine filée.

#### Cardage

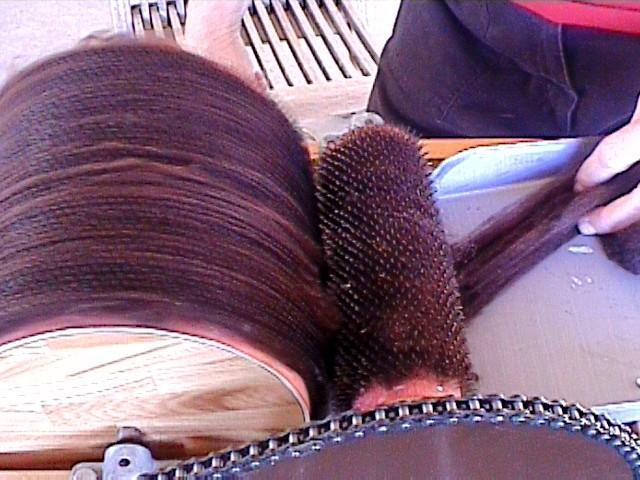
Cardage de laine de lama.

Le mot cardage dérive de carduus (chardon), plante hérissée de piquants qui pousse le long des chemins. Dans ses déplacements, il n'est pas rare qu'un troupeau de moutons se frotte contre des chardons et y accroche quelques flocons de laine. Les pâtres d'autrefois frottaient les toisons avec des bouquets de chardons pour obtenir une laine plus souple et propre.
Les premières « cardeuses » industrielles étaient équipées de cardères (Dipsacus fullonum). Ce procédé était encore utilisé il y a quelques années pour le cardage de certaines laines fragiles.
Dans cette opération, il s'agit de démêler la laine. Elle est d'abord ensimée, c'est-à-dire imprégnée d'une émulsion ; puis elle passe dans la carde : des tambours garnis de très fines pointes d'acier, tournant à grande vitesse, divisent et parallélisent les fibres de laine et retiennent les impuretés végétales qui ont pu rester.

#### Feutre

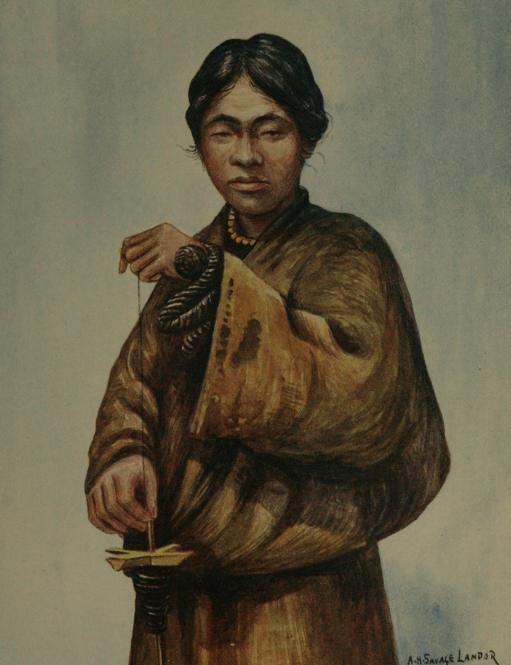
Femme tibétaine filant de la laine traditionnellement au fuseau sans quenouille, vers 1905.

La laine brute est pressée et battue dans une ambiance chaude et humide. Le feutrage en milieu acide donne des feutres secs pour la chapellerie ou la fabrication de semelles ou chaussures légères.
Le feutre de laine est utilisé en rembourrage, dans la fabrication des moquettes aiguilletées, d'étoffes absorbantes, de protections jetables et dans les yourtes traditionnelles.
Le feutrage à l'aiguille permet de réaliser des objets ou personnages en trois dimensions.

#### Filage

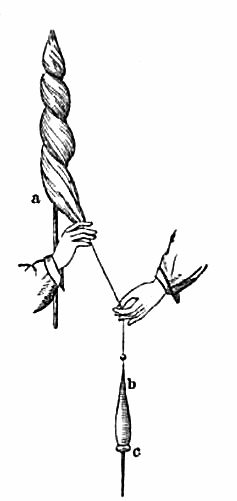
Filage au fuseau. a : quenouille avec ses rubans de laine cardée, b : fuseau à mettre en rotation pour enrouler le fil, c : fusaïole (volant d'inertie du fuseau).

Le filage (ou filature) est l'art de confectionner, à partir de filaments discontinus et irréguliers comme les poils qui constituent la laine (idéalement des rubans de laine peignée), un fil continu devant présenter certaines qualités exigées en vue de sa destination ultérieure  : tricotage, crochet et surtout tissage. Le fil peut être soumis à une torsion (moulinage) pour lui donner plus de solidité. La laine a l'avantage de pouvoir être tordue dans n'importe quel sens et deux fils ou plus peuvent être moulinés ensuite ensemble, dans le sens contraire de préférence (retors).
Les principales qualités recherchées sont la solidité, l'élasticité, la régularité et la grosseur (ou « numéro ») du fil.

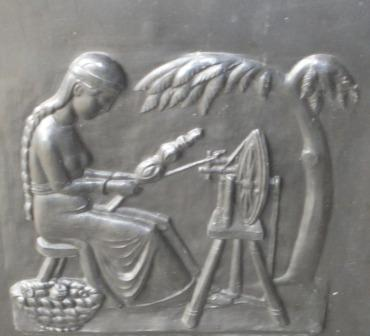
Scène de filage avec rouet et quenouille par Vernon Hill, cathédrale de Guilford.

Le filage peut se faire de manière industrielle ou artisanale, à la main, à l'aide d'un fuseau (bobine de fil) ou d'un rouet, machine simple qui automatise le travail au fuseau.

#### Utilisations générales du fil
En dehors du tricot et du tissage, le fil est utilisé en reprisage, fabrication de mèches, tresses, houpettes et pompons, renforts (fil non tricoté) des tricots, ouatage d'étoffes, tuftage des moquettes et tapis.

##### Tricotage et travail au crochet

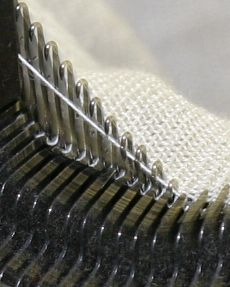
Détail d'une machine à tricoter industrielle.

Le tricotage est une technique très utilisée avec la laine qui consiste à fabriquer une étoffe en réseau de mailles à l'aide d'un fil entrelacé en boucles à l'aide d'aiguilles à tricoter. L'affiquet permettait autrefois d'augmenter la cadence de travail. Le crochet, le sprang et le nalebinding sont des techniques voisines.
Le tricotage réalisé avec des métiers, ou machines à tricoter, permet d'obtenir rapidement des étoffes tricotées ou mailles (jersey), ainsi que des tricots prêts à porter : Fully-Fashioned ou diminué, c'est à-dire ajusté. Le tricotage industriel est mis en œuvre dans les industries de la bonneterie, de la lingerie et de la fabrication de couvertures et vêtements chauds (polaires). Des machines à tricoter portatives ont été produites en série en Angleterre à partir de 1891 et constamment améliorées depuis, permettant d'abord un travail sous contrat à la maison puis un usage ménager.
Les tricots peuvent être feutrés (et donc rétrécis) volontairement pour améliorer leur solidité ou accidentellement (lavages à chaud).

##### Tissage

Le Tisserand, Paul Sérusier, 1888. Tisserand en laine était un métier moins contraignant que celui des tisserands en lin qui devaient travailler dans des caves humides.

Le tissage est la manière la plus répandue d'utiliser la laine. Il permet la fabrication des couvertures, des tapis, de moquette, des articles de rubanerie et de passementerie (qui ne sont généralement pas considérés comme des étoffes) et après ennoblissement, du « drap ». Il est réalisé de façon artisanale ou industrielle sur un métier à tisser.
Certains tissus de laine peuvent être extrêmement résistants, comme les tapis et le vaðmál des vikings qui imitait la fourrure en réincorporant des jards pendant le tissage. Il servait notamment à fabriquer les voiles des drakkars.

## Industries du filage et du tissage
Suivant l'usage final auquel la laine est destinée, elle suivra, à partir du cardage et jusqu'à la transformation en fil, l'un ou l'autre cycle suivants :
- le cycle peigné, suivi de préférence par les laines fines. Elles sortent de la carde sous forme de ruban continu, souple et homogène, dit ruban de carde. Le ruban subira l'opération de peignage avant d'être transformé en fil. La laine peignée donnera des tissus et des tricots d'aspect sec et fin ;
- le cycle cardé, pouvant être suivi par tous les types de laines. Elles sortent de la carde sous forme de voile, de nappe ou de mèches fines qui seront directement transformées en fil. La laine cardée donnera des tissus et des tricots plus gonflants mais moins doux.

On passe par les étapes suivantes pour obtenir des produits commerciaux :

### Peignage

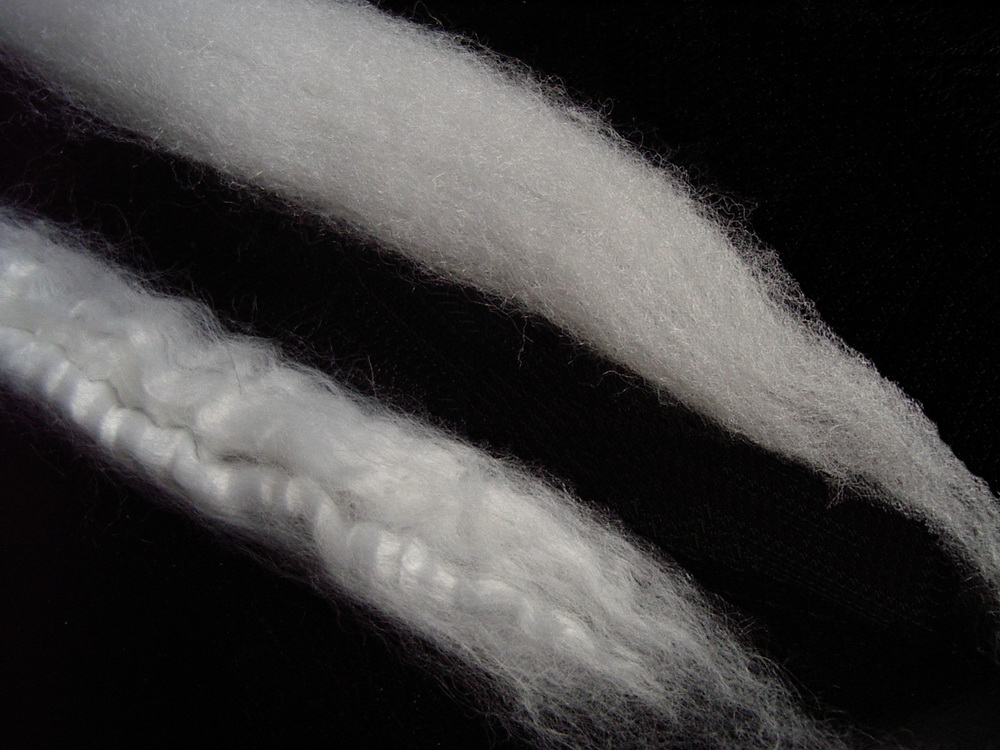
En haut ruban de laine cardée et peignée. En bas ruban de laine simplement cardée.

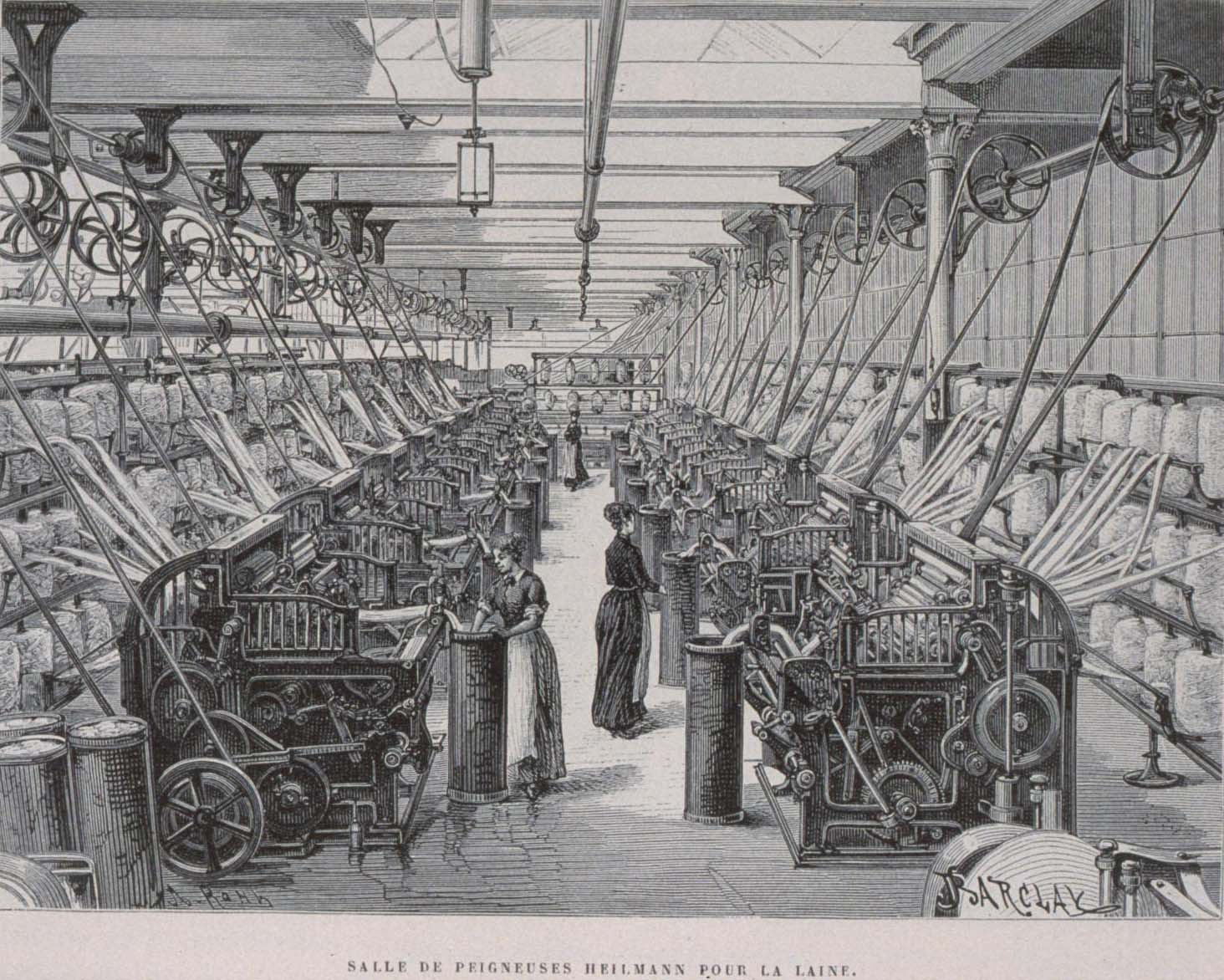
Salle de peignage pour la laine, 1889.

Cette opération complète et parfait le cardage des laines passant par le cycle peigné. Le peignage vise principalement à éliminer les fibres très courtes, appelées blousses, et les dernières petites impuretés qui subsistent encore. Pour ce faire, le ruban de carde passe au travers d'une succession de peignes de plus en plus fins. La laine peignée est une matière première pour la filature, sous forme de rubans de peigné destinés aux produits de qualité. On parle de laine semi-peignée pour des destinations demandant une finition moindre : couvertures, tapis.

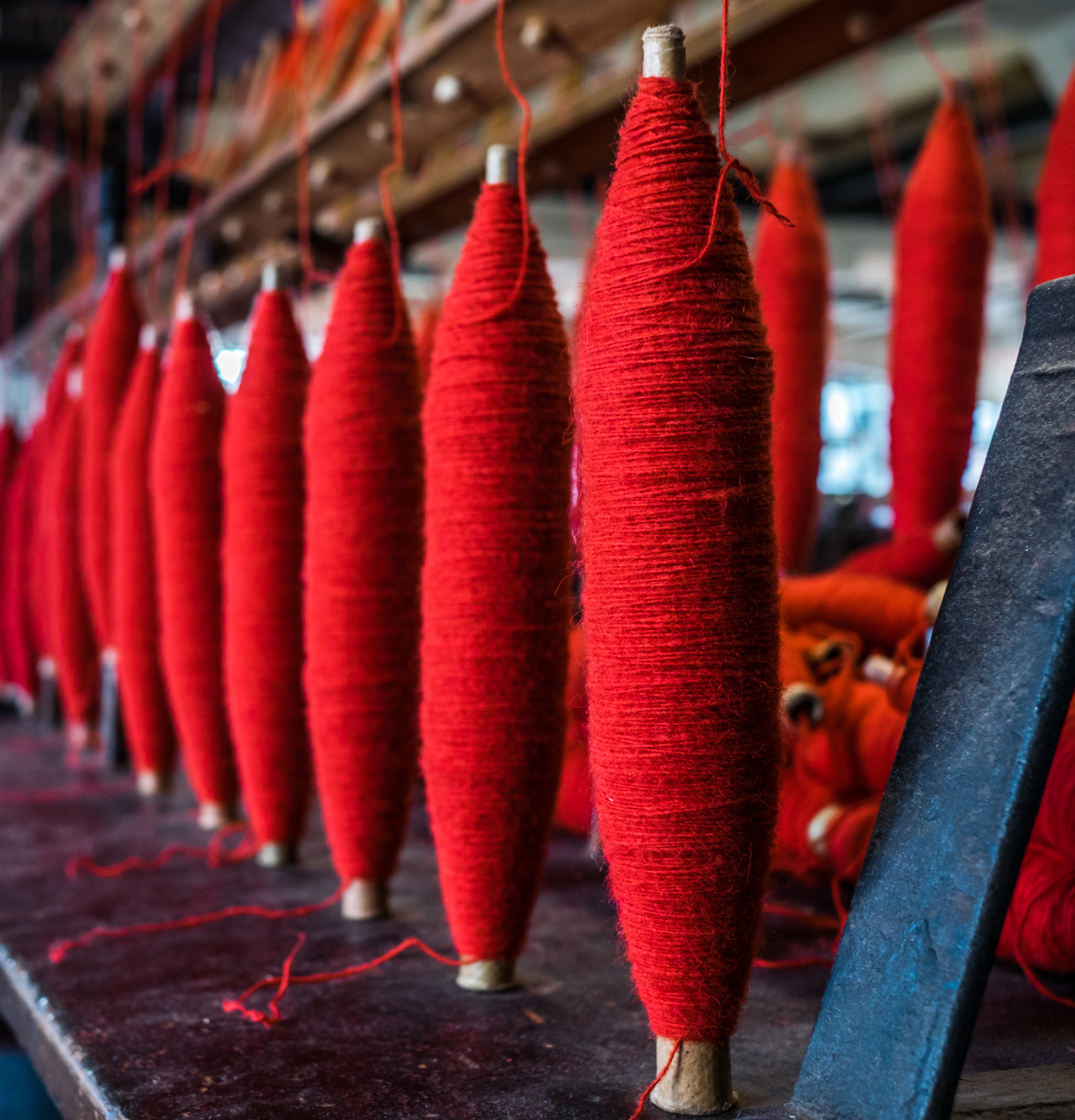
Bobines de fils.

### Filage industriel

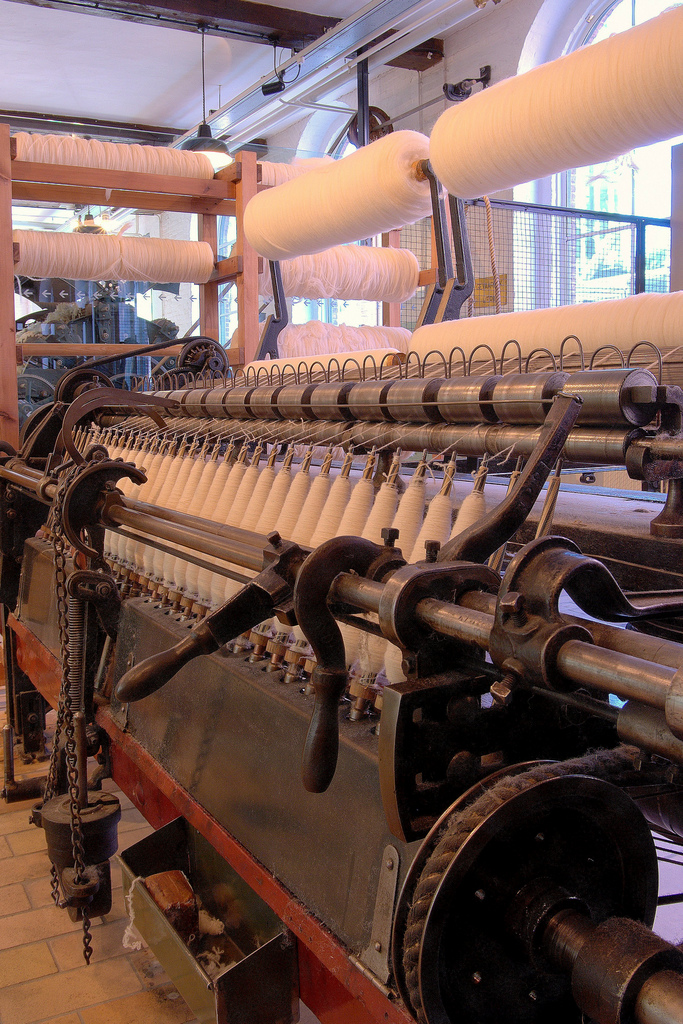
Fileuse industrielle, Verviers, Belgique, 1925.

Le filage industriel est réalisé dans des usines appelées filatures.
Les mèches fines de carde ou les rubans de peigné sont transformés en fils. L'opération consiste en étirages successifs par les métiers à filer, qui vont amener progressivement la mèche ou le ruban primitif à une grosseur qui pourra être 400 fois moindre. Le fil subira également une torsion et sera le plus souvent retordu avec un ou plusieurs autres fils (moulinage), afin de le rendre plus solide et surtout plus régulier. Le fil de laine obtenu est fin, assez élastique, résistant, surtout s'il est retordu. L'aspect du fil de laine cardée est plus gonflant (et économique), poilu, chaud et éventuellement irrégulier que le fil de laine peignée, lui-même beaucoup plus lisse et doux car ses fibres sont couchées et fines.

### Tissage

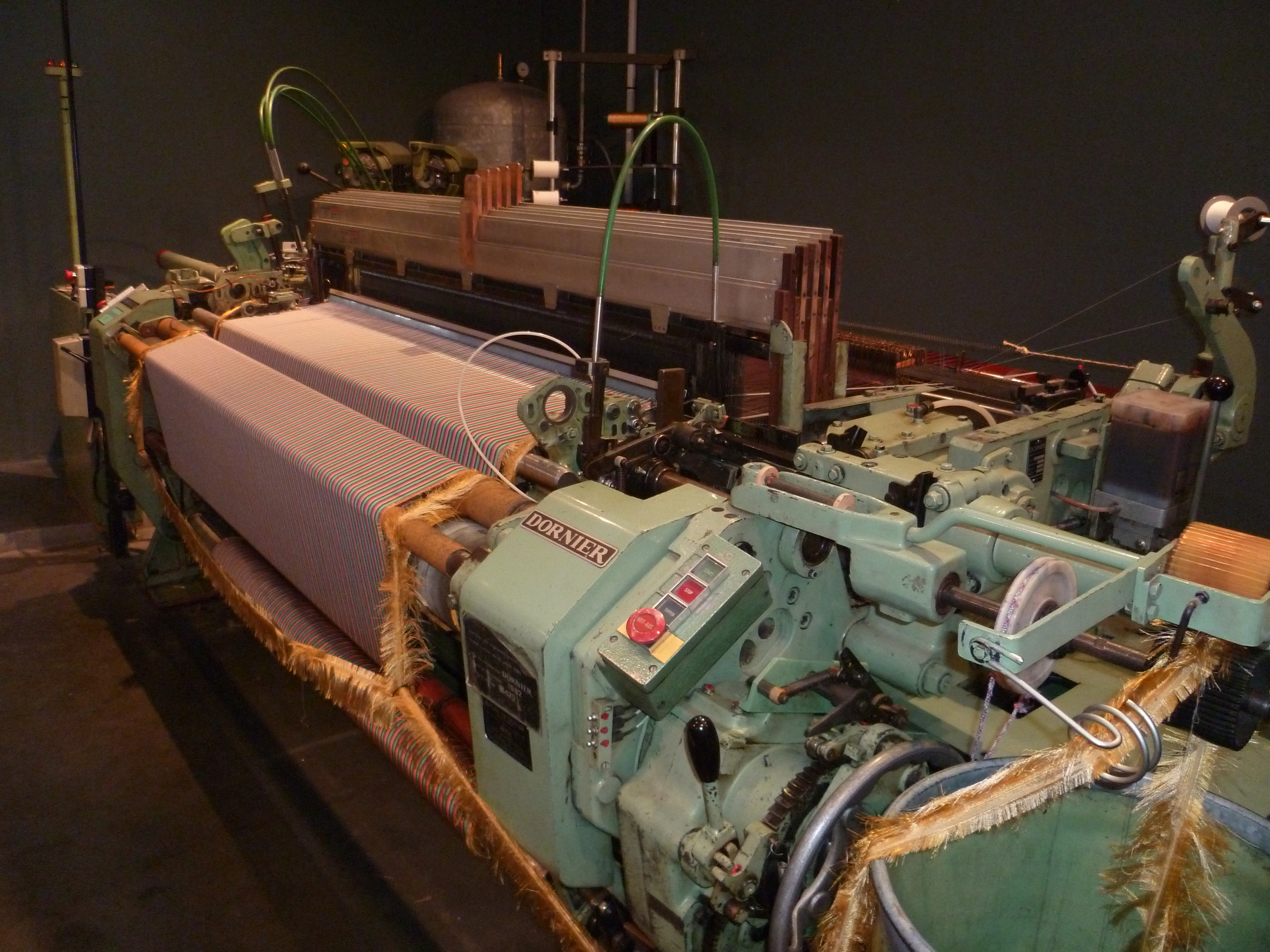
Métier à tisser à lances Dornier (1974).

Le tissage consiste à entrecroiser des fils, de laine peignée ou cardée. Les fils disposés dans le sens de la longueur de la pièce de tissu constituent la chaîne, les fils disposés dans le sens de la largeur forment la trame.
Sur le métier à tisser, les fils de chaîne, alignés parfaitement, sont soulevés alternativement pour permettre au fil de trame, entraîné par un petit dispositif qu'anime un rapide mouvement de va-et-vient (la navette) de s'entrecroiser avec eux. Le fil de trame s'aligne perpendiculairement aux fils de chaîne, jusqu'à ce que la pièce de tissu soit terminée.

### Foulage
Le foulage est indissociable de la fabrication du drap. Le nom provient du latin fullo de même sens mais pourrait être en relation avec le mot laine dans les langues germaniques ainsi en néerlandais, voll : laine, voller : foulon, anglais fulling : foulage.
Le foulage consiste en un traitement mécanique : le tissu est pressé ou battu en présence de chaleur et d'humidité ; le tissu gonfle, le foulage permet d'économiser la matière première en améliorant ses qualités. On l'appelle alors « drap ». Le drap de laine peignée foulé, lainé et tondu reprend un aspect lisse. Apprêté, il sert à la confection des costumes et belles étoffes.

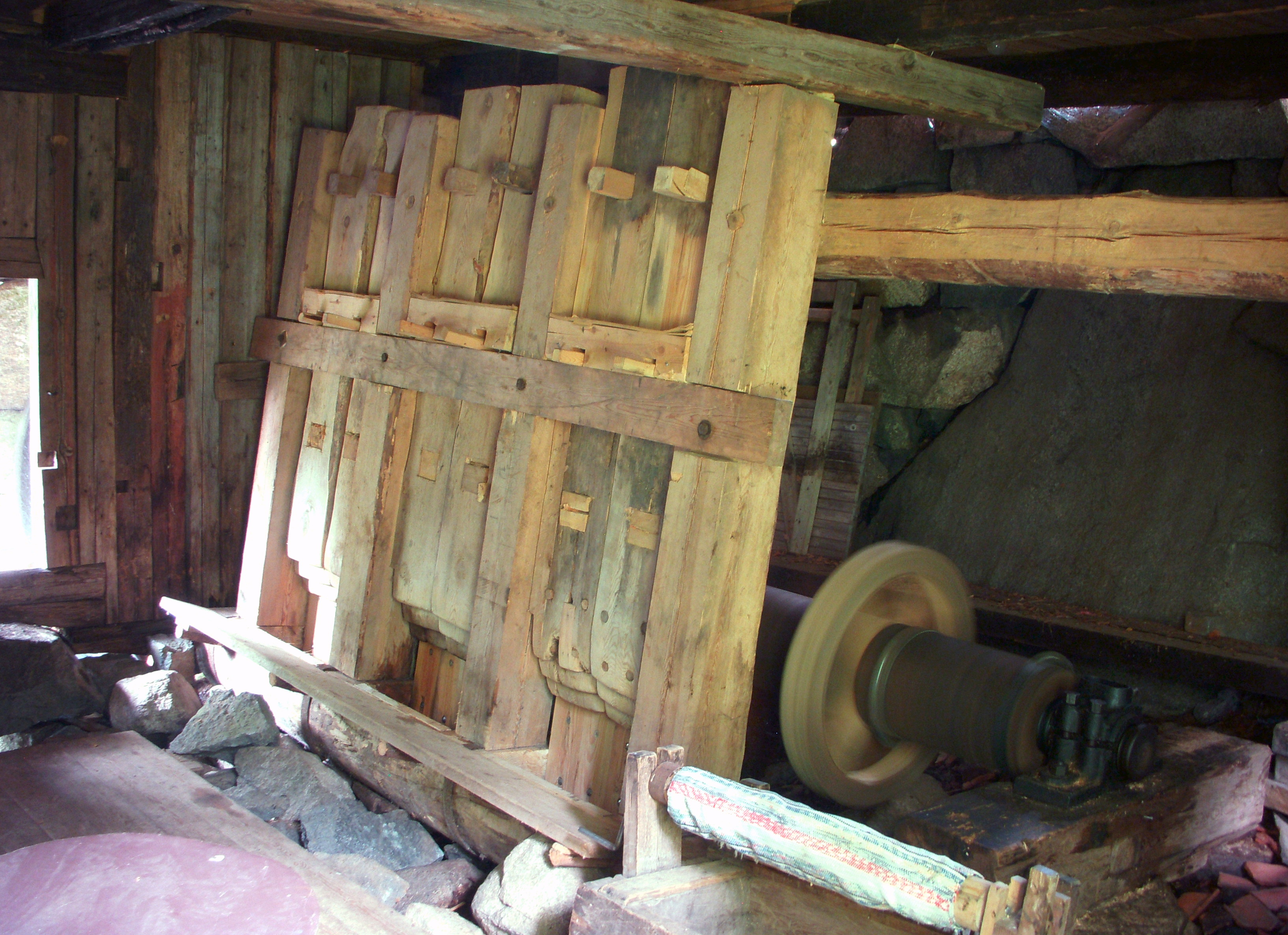
Moulin à foulon de Kvarna, Suède.

Au Moyen Âge, le foulage servait aussi à parfaire le nettoyage du drap aussi l'eau de foulage a été additionnée d'urine puis de terre à foulon et enfin de savon.
Tissage et foulage sont aussi mis en œuvre pour la fabrication des couvertures, des tapisseries et des tapis.

## Teinture
La laine est généralement teinte. Ce n'est pas toutefois une obligation, la laine peut-être utilisée écrue, c'est-à-dire ni lavée à chaud ni teinte et on peut utiliser des laines naturellement colorées. La teinture peut aussi être réalisée artisanalement, voire à la maison si toutes les précautions nécessaires sont prises. Dans ce cas le lavage peut être effectué au savon de Marseille à 40−50 °C. La laine peut être blanchie avec des composés de soufre ou de l'eau oxygénée.

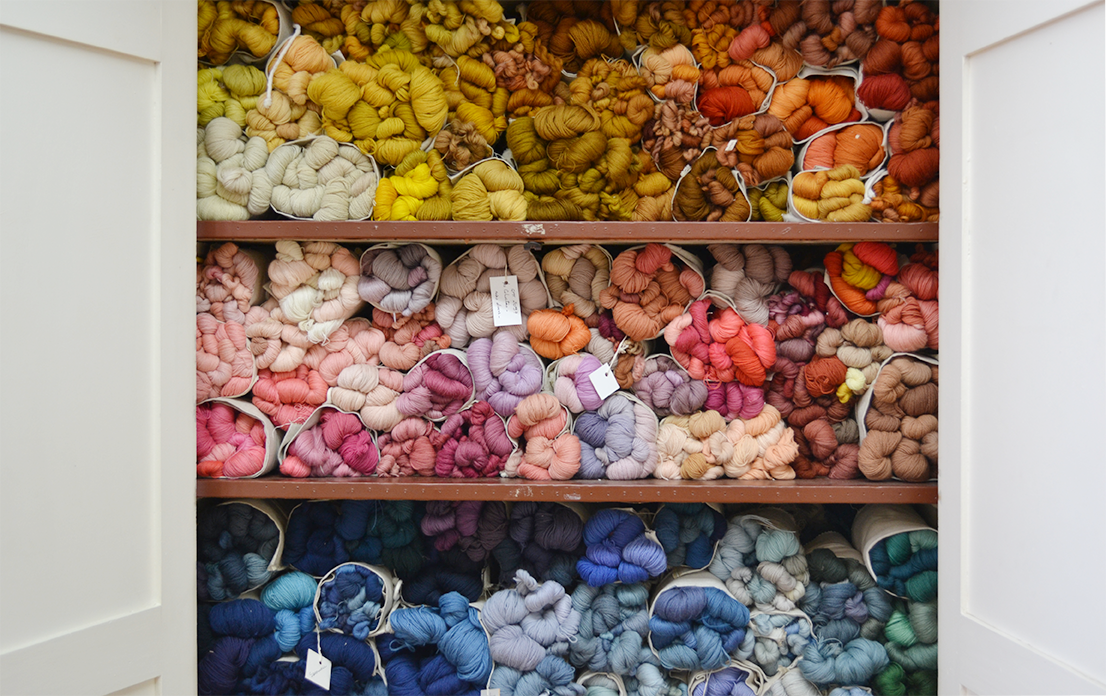
Laines teintes du Mobilier national, atelier de restauration des tapis.

Une fois propre et dégraissée, on peut teindre la laine ou la laisser dans sa couleur naturelle (écru, noir, brun, nuances de gris pour les moutons, et diverses couleurs pour les alpagas). La teinture peut être réalisée à différents stades de la transformation suivant la technique utilisée : soit après le lavage, soit après peignage sur rubans avant la filature, soit encore au stade du fil ou après le feutrage, le tissage ou le tricotage. La teinture proprement dite est souvent précédée par le mordançage qui facilite la fixation de la teinture. Le mordançage de la laine est le plus souvent effectué au chrome, à l'abri de la lumière qui tacherait la laine ; on utilise du dichromate de potassium ou de sodium comme mordant (cristaux rouge-orangé). L'opération s'effectue dans de grands récipients contenant la solution colorante. La laine est plongée dans la solution amenée progressivement à 90 °C et remuée avant de la laisser refroidir puis rincer, essorer et sécher.
Dans l'industrie aujourd'hui, on applique successivement la teinture puis le mordant (dichromate de sodium 1 à 2 %) dans le même bain amené à ébullition de façon à être sûr de la nuance.
Bien que l'utilisation de teintures synthétiques soit générale dans l'industrie, il existe une grande variété de teintures naturelles qui ont autrefois fait l'objet de cultures et d'industries de premier plan. Ces teintures sont à nouveau disponibles.

## Ennoblissement et apprêts des étoffes
Après le tissage ou le tricotage, tissus et tricots sont soumis à une suite d'opérations de finissage très variées : les apprêts, qui leur donneront leur aspect et leur toucher définitifs. Les adjuvants de fabrication doivent être éliminés : dégraissage des huiles d'ensimage, dégommage de l'amidon de tissage.

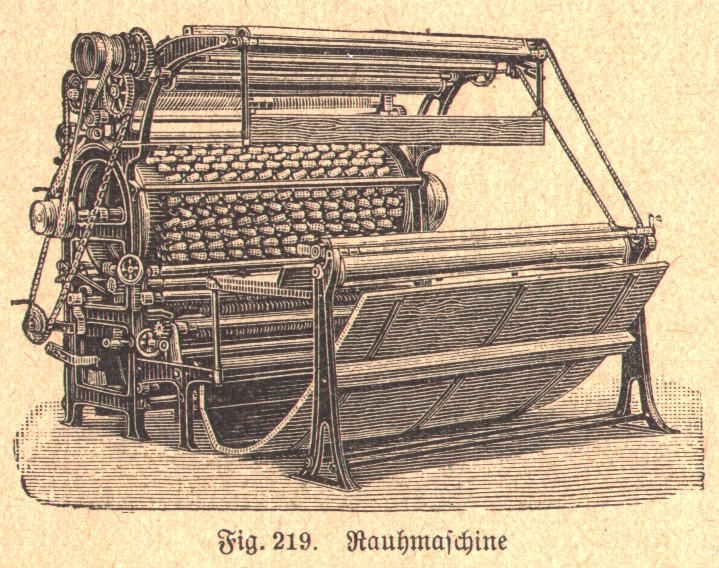
Machine à lainer avec ses cardères placées sur le grand cylindre, vers 1900.

Les tissus peuvent, par exemple, être grattés pour rendre leur surface plus veloutée afin de les rendre denses et souples. Le lainage consiste à tirer les poils du drap à la cardère ou à la machine. On doit les tondre (tondage) ou les flamber ensuite, ces opérations sont éventuellement répétées mais autrefois le drap de bure, destiné à la majorité de la population, n'était pas tondu et restait rêche.
Les draps sont alors prêts à être vendus au mètre dans les magasins ou livrés aux tailleurs d'habits et confectionneurs qui couperont et coudront les vêtements en série, aux courtepointiers et tapissier-garnisseurs qui cousent les étoffes d'ameublement comme les tentures, tapisseries de fauteuil ou tapis de billard et de jeux.
La lanoline est parfois réintroduite sur des feutres ou des tricots pour les imperméabiliser à l'eau.

## Labels de qualité
Seule la laine de première qualité provenant de la tonte d’animaux sains et vivants peut être dotée du label « Woolmark ». La désignation « laine vierge » correspond à un produit auquel on n’a ajouté que 7 % au maximum d’autres fibres, tandis que pour la pure laine vierge ce pourcentage est ramené au maximum à 0,3 % d’autres fibres. Les désignations 100 % laine, pure laine ou laine peuvent correspondre à une laine de moindre qualité ou à de la laine recyclée. De même, la désignation « No Child Labor » peut être observée sur certains produits en laine. Ce label est un gage de qualité puisqu'il certifie que la laine n'est pas travaillée par des enfants.
Le label Global Organic Textile Standard (GOTS) garantit l'origine biologique et éthique des textiles (voir Mode éthique).
En Belgique, un label de qualité existe ; le label be-wool garantit : l'origine de la laine, un prix équitable à l'éleveur, la traçabilité et transparence des transformations, des produits principalement en laine.

## Lavage des articles de laine
Les vêtements de laine doivent être lavés à l'eau tiède sous peine de rétrécir. Il existe des tissus non rétrécissants au lavage (superwash) mais ceux-ci comportent des adjuvants spécifiques (résine urée formaldéhyde par exemple). Pour les préserver, il faut éviter les lessives (le savon suffit) et adoucissants ainsi que les lavages inutiles ou trop énergiques.
La laine comme les autres fibres naturelles a l'avantage de ne pas participer à la dispersion de microplastiques dans l'environnement (pollution plastique) en particulier lors du lavage.

## Utilisation dans le bâtiment

### Revêtements des sols
La laine constitue les plus belles moquettes.

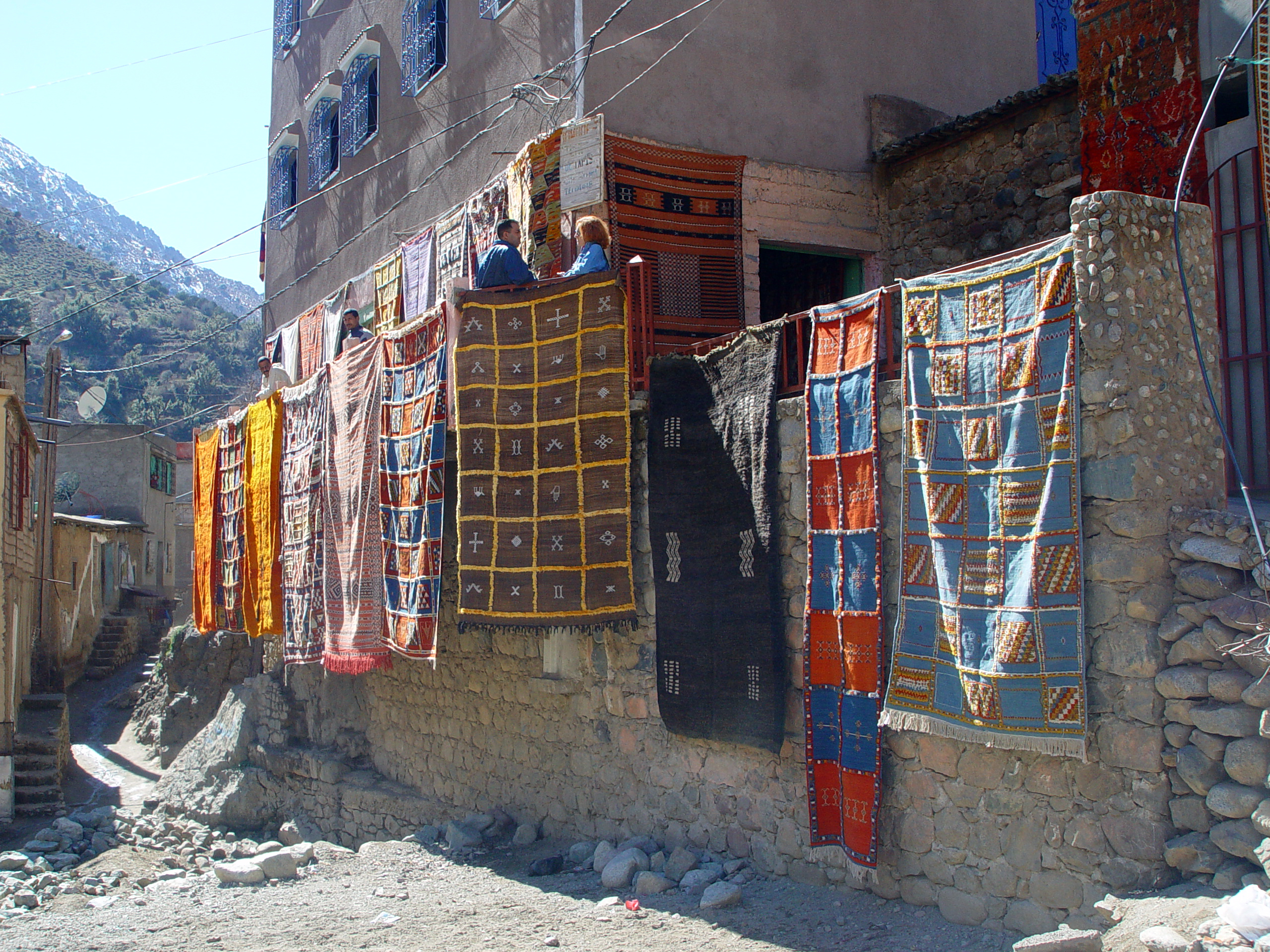
Séchage des tapis dans une usine, Maroc, 2006.

Les coloris en laine sont beaucoup plus profonds qu'en fibres synthétiques. Par mélanges de laine on peut faire toutes les gammes de beige et de gris chaud en laine à la filature, sans utiliser d'eau. La laine est une ressource naturelle renouvelable. Les moquettes de laine sont le revêtement de sol qui affectent le moins l'environnement.

### Sécurité feu et fumées
Concernant la réaction et la résistance au feu, elle est considérée comme « difficilement inflammable » :
- classée M3 en France selon la norme NF EN 13 501-1 ;
- classée Bfl S1 ou Cfl S1 selon la norme européenne Euroclass EN 13 501-1.

C'est la seule fibre autorisée dans les boites de nuit, les trains et les avions car elle ne dégage pas de fumée toxique.

### Régulateur d'hygrométrie
La laine purge l'humidité de l'atmosphère, si celle-ci est trop humide, et rejette l'humidité dans l'air, s'il est trop sec.
(Sources : Woolmark, Wools of New Zealand, British wool, Société nationale des poudres et explosifs).

### Isolant thermique
Dans ses fonctions de moquettes, et aussi (pour les laines de second ordre) dans l'isolation des parois et des toitures, c'est un isolant parfaitement naturel. Elle a un coefficient de conductivité thermique de l'ordre de 0,035 à 0,050 W m−1 K−1 et une masse volumique de 10 à 30 kg/m3.
Dans la province du Qinghai, en Chine, on transformait encore en 1990 les flocons laineux en matériau de construction. Gorgés d'eau, enroulés autour d'un pieu, ils étaient réduits à l'état de ballot, traîné derrière un cheval pendant des heures : grâce à ce traitement de choc, les fibres se tassaient et le feutre épais obtenu servait à doubler les parois des habitations provisoires d'un campement.
En Mongolie, et dans d'autres pays d'Asie centrale, comme le Kirghizstan par exemple, la laine est encore transformée en 2011 en feutre selon la technique du ballot traîné derrière le cheval. Ce feutre sert à fabriquer et isoler les yourtes, ces tentes de nomades utilisées encore aujourd'hui par la moitié de la population mongole.

## Pays producteurs de laine
Principaux pays producteurs de laine en 2019.
|    | Pays             | Production, 2019 (en t) |
| -- | ---------------- | ----------------------- |
| 1  | Chine            | 341 120                 |
| 2  | Australie        | 328 608                 |
| 3  | Nouvelle-Zélande | 122 227                 |
| 4  | Royaume-Uni      | 70 467                  |
| 5  | Turquie          | 65 030                  |
| 6  | Maroc            | 64 948                  |
| 7  | Russie           | 50 211                  |
| 8  | Iran             | 49 064                  |
| 9  | Pakistan         | 45 444                  |
| 10 | Argentine        | 42 000                  |
| 11 | Afrique du Sud   | 41 899                  |
| 12 | Turkménistan     | 41 814                  |
| 13 | Kazakhstan       | 39 492                  |
| 14 | Inde             | 37 887                  |
| 15 | Ouzbékistan      | 35 115                  |
| 16 | Algérie          | 34 718                  |
| 17 | Uruguay          | 30 707                  |

## Symbolique et culture
Les noces de laine symbolisent les 7 ans de mariage dans le folklore français.